# Агнес Джебет Тіроп
Агнес Джебет Тіроп (англ. Agnes Jebet Tirop; 23 жовтня 1995 — 13 жовтня 2021) — кенійська легкоатлетка, яка спеціалізувалась у бігу на середні та довгі дистанції.

## Спортивна кар'єра
Фіналістка (4-е місце) Олімпійських ігор у бігу на 5000 метрів (2021).
Дворазова бронзова призерка чемпіонатів світу з бігу на 10000 метрів (2017, 2019).
Чемпіонка світу з кросу в дорослій віковій категорії в індивідуальному заліку (2015). Чемпіонка світу з кросу (2015) та срібна призерка чемпіоната світу з кросу (2017) в дорослій віковій категорії в командному заліку.
Срібна призерка чемпіоната світу з кросу серед юніорів в індивідуальному заліку (2013). Чемпіонка світу з кросу серед юніорів в командному заліку (2013).
Дворазова бронзова призерка чемпіонатів світу серед юніорів з бігу на 5000 метрів (2012, 2014).
Рекордсменка світу з шосейного бігу на 10 кілометрів у суто жіночих (англ. women only) забігах (2021).
Трагічно пішла з життя, маючи 25 років.

## Джерела

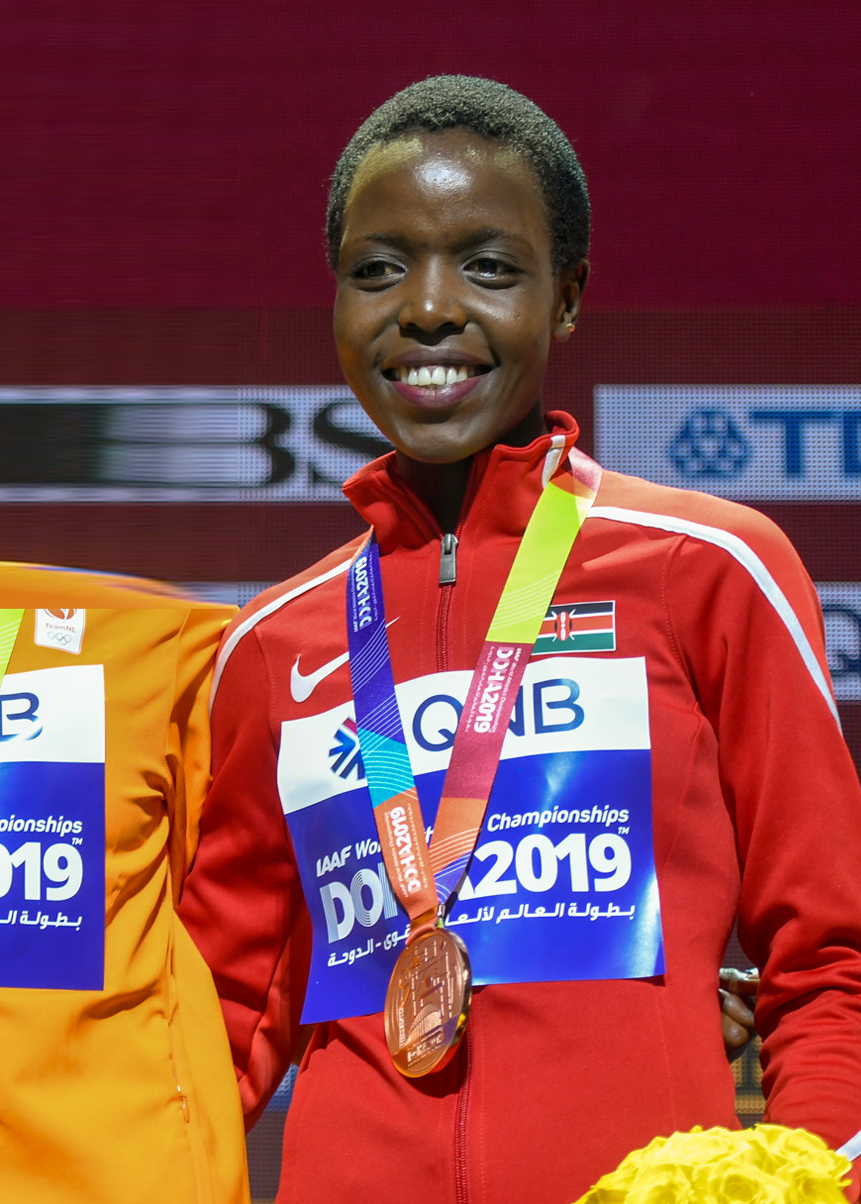
Agnes Tirop 2019.

## Основні міжнародні виступи
| Рік  | Змагання                      | Місто      | Місце | Дисципліна     | Примітки         |
| ---- | ----------------------------- | ---------- | ----- | -------------- | ---------------- |
| 2012 | Чемпіонат світу серед юніорів | Барселона  | 3     | 5000 метрів    |                  |
| 2013 | Чемпіонат світу з кросу       | Бидгощ     | 2     | U20 забіг      |                  |
| 2014 | Чемпіонат світу серед юніорів | Юджин      | 3     | 5000 метрів    |                  |
| 2015 | Чемпіонат світу з кросу       | Гуйян      | 1     | дорослий забіг |                  |
| 2015 | Африканські ігри              | Браззавіль |       | 10000 метрів   |                  |
| 2017 | Чемпіонат світу з кросу       | Кампала    |       | дорослий забіг |                  |
| 2017 | Чемпіонат світу               | Лондон     | 3     | 10000 метрів   | Відео на YouTube |
| 2019 | Чемпіонат світу               | Доха       | 3     | 10000 метрів   | Відео на YouTube |
| 2021 | Олімпійські ігри              | Токіо      |       | 5000 м         | Відео на YouTube |